# Acapulco Jet
L'Acapulco Jet è un catamarano appartenente alla compagnia di navigazione italiana Alilauro.

## Servizio
Varato nel 1989 nel cantiere navale Marinteknik di Öresund con il nome di Acapulco Jet e consegnato il 1º giugno dello stesso anno ad Alilauro, prende servizio nei collegamenti nel Golfo di Napoli.
Dal 2014 al 2016 viene noleggiato alla Toremar in sostituzione dell'Agostino Lauro Jet ed impiegato sulla Piombino-Cavo-Portoferraio. Successivamente torna in servizio per Alilauro, tornando ad operare saltuariamente per Toremar in sostituzione dello Schiopparello Jet.

## Navi gemelle
- Giunone Jet